# Sint-Machariusgodshuis

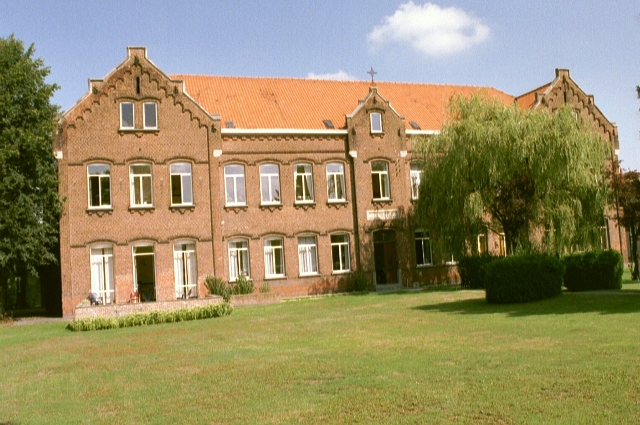
Sint-Machariusgodshuis

Het Sint-Machariusgodshuis is een voormalig klooster en bejaardenhuis in de Oost-Vlaamse plaats Laarne, gelegen aan de Molenstraat 35A. Het is vernoemd naar de heilige Macharius van Gent.

## Geschiedenis
De Zusters van Barmhartigheid van Ronse stichtten in 1876 een nevenvestiging in Laarne, waar ze een bewaarschool en een lagere school voor meisjes gingen besturen. In 1878 kwam hun klooster gereed. Tot 1994 woonden er zusters, maar hun aantal liep tot drie terug. Het gebouw diende vooral als tehuis voor behoeftigen. Het beheer kwam in handen van het OCMW maar in 2010 werden de bewoners overgebracht naar een nieuw zorgcentrum. Het klooster krijgt een herbestemming.

## Gebouw
Het betreft een groot bakstenen gebouw met een symmetrische aanblik. De kapel werd in 1997-1998 verbouwd tot kamers.